# Île Darwin (Chili)
Pour les articles homonymes, voir Île Darwin.
L'île Darwin (en espagnol : Isla Darwin) est une île située à l'extrême sud du Chili, dans la région de Magallanes et de l'Antarctique chilien. Elle se trouve au sud de la grande île de la Terre de Feu, sur le brazo noroeste (bras nord-est en espagnol) du canal Beagle dans son extrémité occidentale. Elle a été nommée ainsi en l'honneur de Charles Darwin.
L'île est comprise entre les îles Thomson et Chair. On y accède uniquement en voilier ou en navire, par le seno Darwin au nord, relié au canal Beagle ; par le canal Thomson au sud-ouest, relié à la baie Cook puis au passage de Drake. Au sud-ouest se trouve la caleta Virginia ; au nord, puerto Huemul ; à l'ouest, la punta Howard.